# Cilavegna
Cilavegna (lombardul: Zilavëgna) település Olaszországban, Lombardia régióban, Pavia megyében. Lakosainak száma 5343 fő (2023. január 1.). Cilavegna Albonese, Borgolavezzaro, Parona, Tornaco, Vigevano és Gravellona Lomellina községekkel határos.

## Népesség
A település lakossága az elmúlt években az alábbi módon változott:
| Lakosok száma | 5549 | 5548 | 5343 |
|               | 2017 | 2018 | 2023 |